# USS Dayton (CL-105)
O USS Dayton foi um cruzador rápido operado pela Marinha dos Estados Unidos e a vigésima sétima e última embarcação da Classe Cleveland. Sua construção começou em março de 1943 na New York Shipbuilding Corporation e foi lançado ao mar em março de 1944, sendo comissionado na frota norte-americana em janeiro do ano seguinte. Era armado com uma bateria principal de doze canhões de 152 milímetros montados em quatro torres de artilharia triplas, tinha um deslocamento de mais de catorze mil toneladas e alcançava uma velocidade máxima de 32 nós.
O Dayton entrou em serviço durante os últimos meses da Segunda Guerra Mundial e foi encarregado da escolta de porta-aviões na Guerra do Pacífico, porém as únicas operações ofensivas das quais participou antes do fim do conflito foram uma série de bombardeios litorâneos do arquipélago japonês. A guerra terminou em agosto de 1945 e o navio foi transferido para o Oceano Atlântico, passando os anos seguintes realizando exercícios de treinamento e viagens para portos estrangeiros. O Dayton foi descomissionado em março de 1949 e depois desmontado em 1962.

## Características

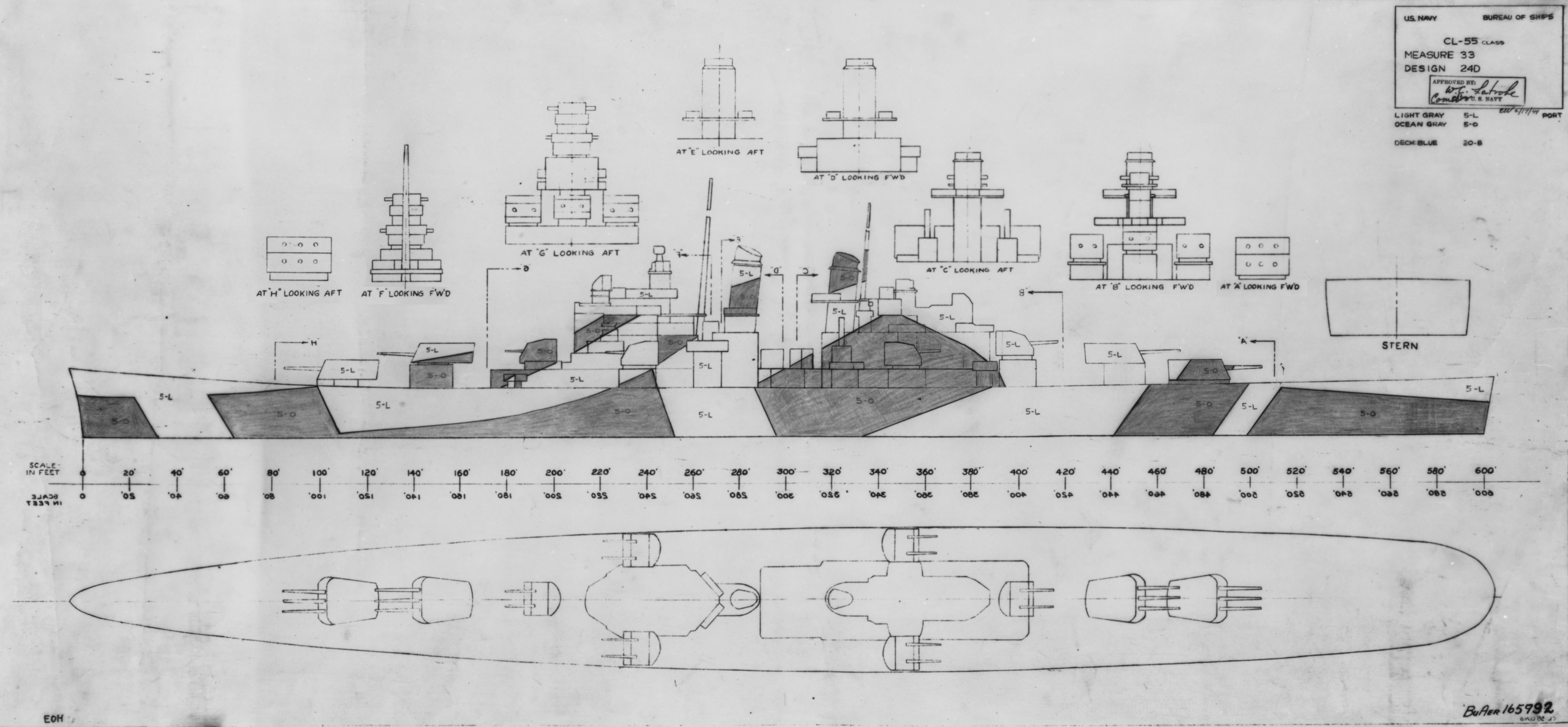
Desenho da Classe Cleveland

O projeto dos cruzadores rápidos da Classe Cleveland começou no final da década de 1930. O deslocamento de navios do tipo na época ficava limitado a 8,1 mil toneladas pelos termos do Segundo Tratado Naval de Londres. Entretanto, após o início da Segunda Guerra Mundial em setembro de 1939, o Reino Unido anunciou que iria suspender o tratado pela duração do conflito, uma decisão rapidamente seguida pelos Estados Unidos. Este, apesar de ainda neutro, reconheceu que sua entrada na guerra era provável e que a necessidade urgente de mais navios impedia um projeto totalmente novo, assim a Classe Cleveland teve seu projeto muito baseado na predecessora Classe Brooklyn. A principal diferença foi a remoção de uma torre de artilharia tripla de 152 milímetros em favor de uma torre dupla de 127 milímetros.
O Dayton tinha 185,95 metros de comprimento de fora a fora, uma boca de 20,22 metros e uma calado de 7,47 metros. Seu deslocamento padrão era de 11 932 toneladas, enquanto o deslocamento carregado chegava a 14 358 toneladas. Seu sistema de propulsão era composto por quatro caldeiras Babcock & Wilcox que queimavam óleo combustível proporcionando o vapor para quatro conjuntos de turbinas a vapor General Electric, cada uma girando uma hélice. A potência indicada era de 102 mil cavalos-vapor (75 mil quilowatts), suficiente para levar o navio a uma velocidade máxima de 32,5 nós (60,2 quilômetros por hora). Sua tripulação era composta por 1 285 oficiais e marinheiros.
Sua bateria principal era formada por doze canhões Marco 16 calibre 47 de 152 milímetros montados em quatro torres de artilharia triplas na linha central do navio, duas na proa e duas na popa, em ambos os casos com uma torre sobreposta à outra. A bateria secundária tinha doze canhões de duplo-propósito calibre 38 de 127 milímetros em seis torres de artilharia duplas. Duas ficavam na linha central à proa e à ré da superestrutura, enquanto as outras quatro ficavam nas laterais da superestrutura, duas de cada lado. A bateria antiaérea tinha 28 canhões Bofors de 40 milímetros em quatro montagens quádruplas e seis duplas mais dez canhões Oerlikon de 20 milímetros em montagens únicas.
O cinturão principal de blindagem do Dayton tinha entre 89 a 127 milímetros de espessura, com a seção mais espessa ficando à meia-nau, onde protegia os depósitos de munição e as salas de máquinas. Seu convés tinha 51 milímetros de espessura. As torres de artilharia principais eram protegidas com frentes de 170 milímetros e laterais e teto de 76 milímetros, ficando em cima de barbetas com 152 milímetros. A torre de comando tinha laterais de 127 milímetros.

## História

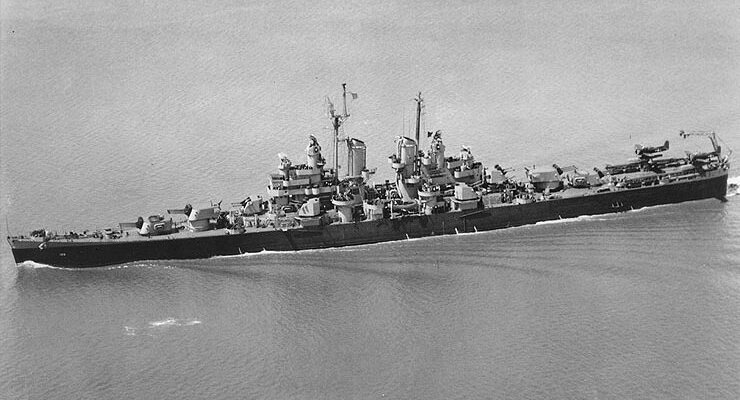
O Dayton navegando pelo rio Delaware na Pensilvânia em 23 de abril de 1945

O batimento de quilha do Dayton ocorreu em 8 de março de 1943 nos estaleiros da New York Shipbuilding Corporation em Camden, em Nova Jérsei. Foi lançado ao mar em 19 de março de 1944 e comissionado para serviço ativo em 7 de janeiro de 1945. Realizou um cruzeiro de testes e então foi para o Oceano Pacífico, chegando em 15 de maio em Pearl Harbor, no Havaí. Realizou exercícios de treinamento na área até juntar-se à Terceira Frota dos Estados Unidos para operações na Guerra do Pacífico. Chegou em 16 de junho na Baía de São Pedro em Leyte, nas Filipinas. Juntou-se no local à Força Tarefa 38 e foi designado para o Grupo de Tarefas 38.1, que consistia em cinco porta-aviões, três couraçados, quatro outros cruzadores e vários contratorpedeiros.
A frota partiu em 1º de julho para realizar uma série de ataques aéreos contra alvos no arquipélago japonês. O Dayton fazia parte da escolta antiaérea que protegeu os porta-aviões durante essas operações. Os ataques começaram no dia 7 e foram realizadas intermitentemente pelos onze dias seguintes, com o Dayton também participando de bombardeios litorâneos no mesmo período. O navio foi temporariamente transferido em 18 de julho para o Grupo de Tarefas 35.4 junto com seus irmãos USS Topeka, USS Duluth e USS Atlanta, mais oito contratorpedeiros. Eles foram encarregados de fazer uma varredura noturna do litoral japonês à procura de navios mercantes, mas não encontraram alvos significativos. A embarcação em seguida voltou para o Grupo de Tarefas 38.1, mas a guerra acabou em 15 de agosto quando o Japão se rendeu. A embarcação entrou na Baía de Sagami em 27 de agosto junto com o resto da Força Tarefa 38 a fim de iniciarem as preparações formais para a cerimônia de rendição do Japão, que ocorreu em 2 de setembro a bordo do couraçado USS Missouri. O cruzador entrou na Baía de Tóquio em 10 de setembro durante as fases iniciais da ocupação do Japão. Permaneceu no local até 7 de novembro, com exceção de uma breve viagem para Enewetak nas Ilhas Marshall a fim de passar por manutenção periódica. O Dayton então deixou o Japão e foi para Los Angeles, na Califórnia, onde chegou doze dias depois. O cruzador foi condecorado com uma única estrela de batalha por seu breve serviço na Segunda Guerra Mundial.

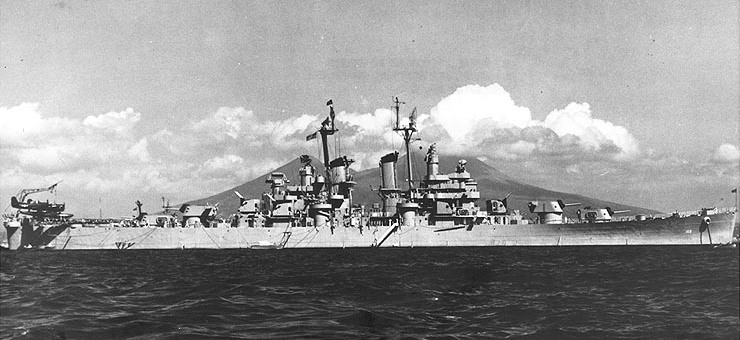
O Dayton em Nápoles em 1947

O Dayton partiu para Pearl Harbor em 24 de janeiro de 1946, chegando seis dias depois. Em seguida embarcou para o Japão, mas no caminho em 7 de fevereiro recebeu ordens para voltar e se transferir para a Frota do Atlântico. Participou de exercícios na Baía de Guantánamo em Cuba mais tarde no mesmo ano, prosseguindo então para seu novo porto em Norfolk, na Virgínia. Ele iniciou em 3de fevereiro de 1947 uma viagem pelo Mar Mediterrâneo. Durante este cruzeiro participou de manobras próximo de Malta e visitou vários portos estrangeiros, incluindo Istambul na Turquia, onde atuou como capitânia do Comandante das Forças Navais, Mediterrâneo. Chegou de volta nos Estados Unidos em 30 de novembro, parando primeiro em Boston, em Massachusetts. Depois disso tomou parte em operações de treinamento realizadas no litoral da Nova Inglaterra, operando a partir de Newport, em Rhode Island. Outra viagem pelo Mediterrâneo ocorreu de 9 de fevereiro a 26 de junho de 1948. O Dayton foi descomissionado em Boston em 1º de março de 1949. Permaneceu na Frota de Reserva até ser removido do registro naval em 1º de setembro de 1961, sendo vendido para desmontagem em 6 de abril de 1962.